# Glehnia littoralis

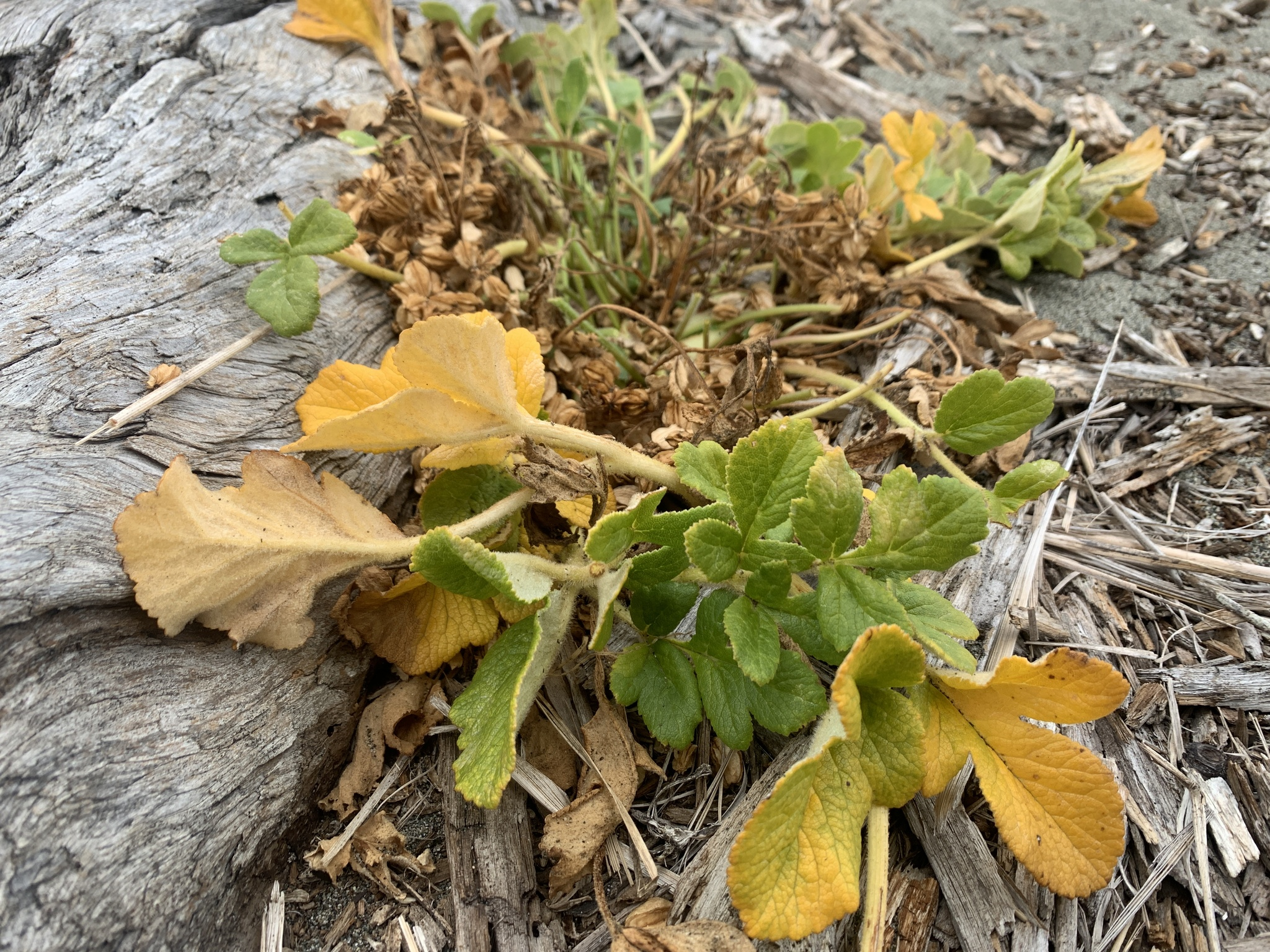
Glehnia littoralis subsp. leiocarpa

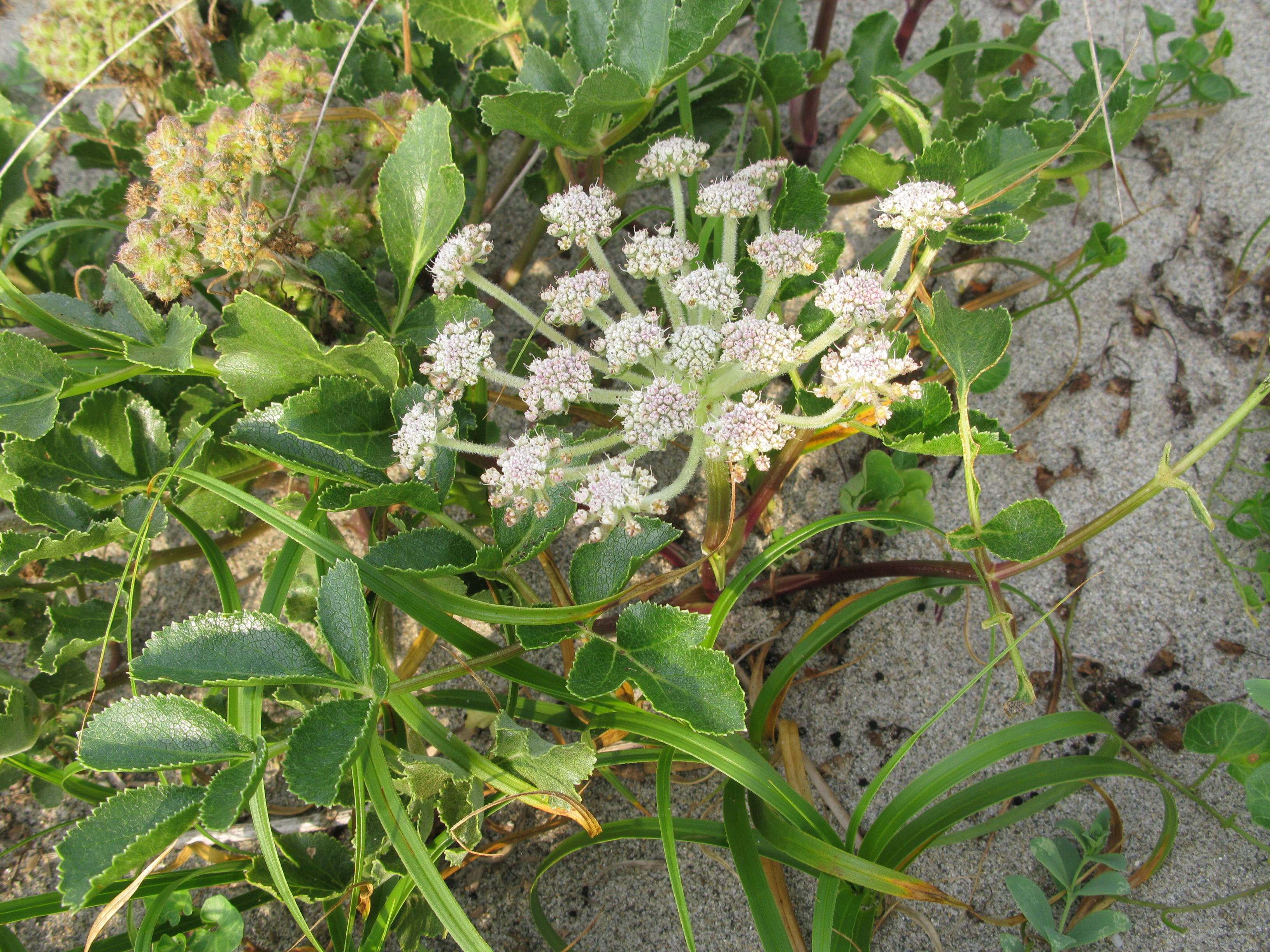
Blütenstand

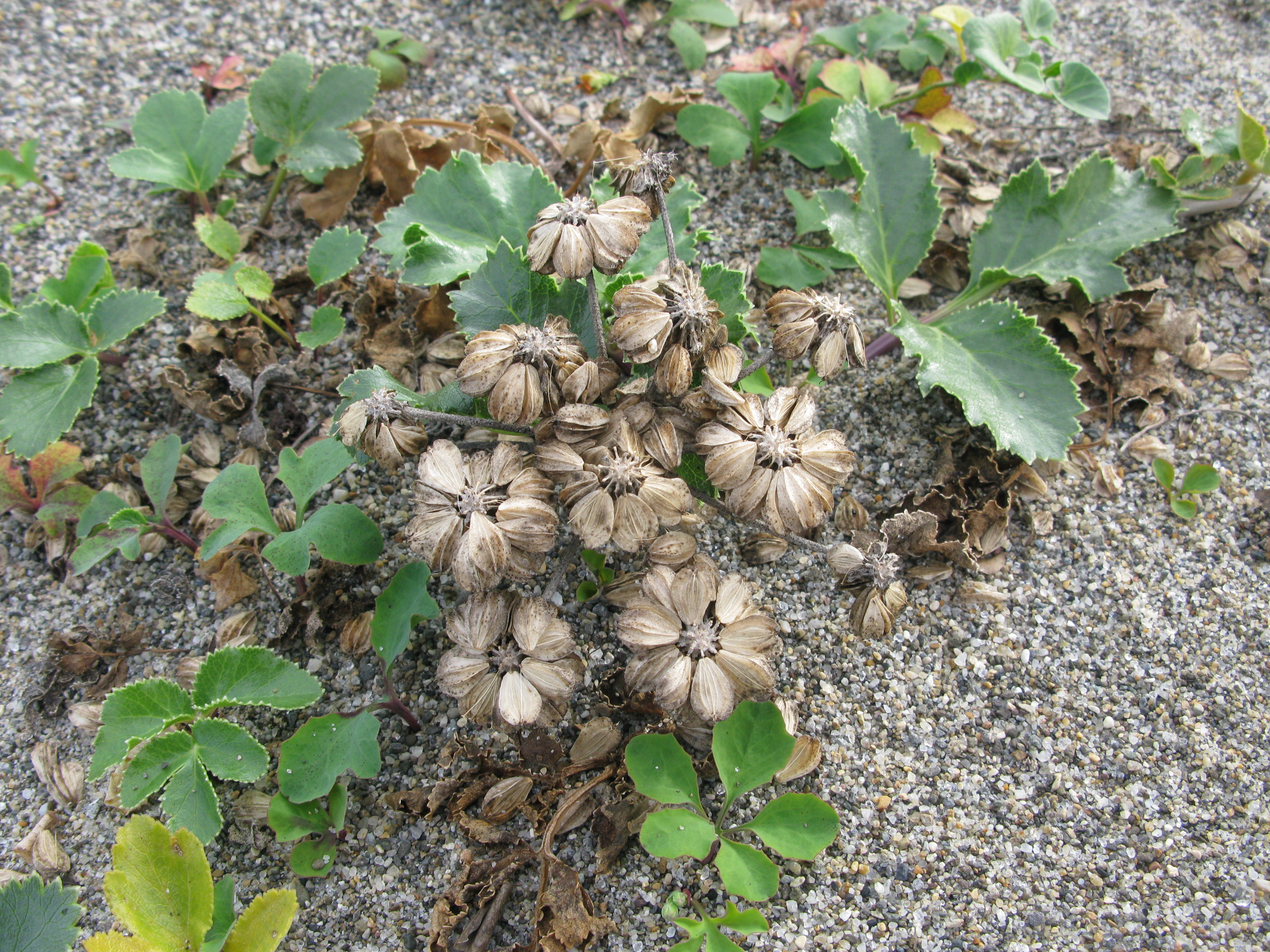
Fruchtstand

Glehnia ist eine Pflanzengattung aus der Familie der Doldenblütler (Apiaceae). Sie ist monotypisch, die einzige bekannte Art ist Glehnia littoralis, auch bekannt als „Beach oder American silvertop“. Das mehrjährige Kraut wächst vor allem an Sandstränden und auf Dünen in Ostasien und im Westen Nordamerikas. Die Gattung wurde nach dem deutschbaltischen Botaniker Peter von Glehn (1835–1876) benannt.

## Taxonomie
Glehnia gehört zur Familie der Apiaceae. Glehnia ist monotypisch, die einzige Art Glehnia littoralis wurde von dem russisch-baltischen Geologen und Botaniker Friedrich Schmidt erstbeschrieben, die heute gültige Einordnung wurde durch Friedrich Anton Wilhelm Miquel vorgenommen. Neben der asiatischen Nominatform gibt es die nordamerikanische Subspezies Glehnia littoralis subsp. leiocarpa (Mathias) Hultén.

## Beschreibung
Glehnia littoralis ist eine ausdauernde, behaarte Staude mit oder ohne Stängel. Das ist Laub ist welkend aber beständig. Die asiatische Subspezies erreicht eine Höhe von bis über 70 cm, während die nordamerikanische Unterart nur etwa 6,5 cm groß wird. Die Pfahlwurzel ist länglich, zylindrisch oder birnenförmig, 20–70 cm lang und gelblich weiß.
Die gestielten, grund- und stängelstständigen Laubblätter mit Blattscheide sind ein- oder zweifach dreizählig oder -schnittig. Die bis 15 cm langen Blattstiele sind behaart. Die unterseits behaarten, meist stumpfen bis abgerundeten, gesägten Blättchen oder Segmente sind verkehrt-eiförmig bis eiförmig und oft dreischnittig bis -lappig. Die ledrigen Blattspreiten sind 5–15 cm lang, die oft knorpelrandigen Blättchen oder Segmente sind bis 6 cm lang.
Die vielblütigen, end- oder achselständigen, kleinen und behaarten Doppeldolden, oft ohne Hüllblätter, sind 3–6 cm breit, ihre Stiele sind 2–6 cm lang; die Hüllchenblätter der dickstieligen Döldchen sind linealisch bis lanzettlich. Die kleinen, zwittrigen, fünfzähligen und weißen Blüten sind kurzgestielt mit einem kleinen Kelch. Das Sylopodium ist fleischig und die Griffel relativ kurz. Die Staubblätter sind vorstehend.
Die geflügelten, hellbeigen Früchte der Spaltfrüchte messen 6–13 × 6–10 mm und besitzen Öldrüsen. Es ist ein schlankes Karpophor vorhanden.

## Verteilung und Ökologie
Glehnia ist zum einen im östlichen Ostasien, insbesondere in Ostchina, Japan, Korea und im äußersten Osten Russlands heimisch, zum anderen im westlichen Nordamerika von Alaska bis zum nördlichen Kalifornien. Man findet sie an Sandstränden und auf Dünen, entsprechend bis ca. 100 m über dem Meeresspiegel. Blüte und Fruchtbildung finden zwischen Juni und August statt.

## Pharmakologie
In den ostasiatischen Ländern ist die Verwendung von G. littoralis in der traditionellen Medizin seit Tausenden von Jahren bekannt. In der traditionellen chinesischen Medizin wird es zur Behandlung von Müdigkeit, Schwäche, „Magen-Yin-Mangel“, „Lungenhitze“, Husten, „trockener Kehle“ und „Durstgefühl“ eingesetzt.
Moderne phytochemische Untersuchungen konnten über 186 Inhaltsstoffe identifizieren. Die wichtigsten enthaltenen Wirkstoffe sind Phenylpropanoide, Cumarine, Lignanoside und Flavonoide, organische Säuren und Derivate, Terpenoide, Polyacetylene, und Steroide. Analysen bestätigten, dass die Extrakte von G. littoralis immunregulatorische, antitumorale, entzündungshemmende, hepatoprotektive, antioxidative, neuroprotektive, antibakterielle, antimykotische und analgetische Eigenschaften besitzen. Mögliche Wirkungsmechanismen von identifizierten Inhaltsstoffen wie Naphthisoxazole A, Falcarinol und Panaxydiol sind zu klären, bevor klinische Studien durchgeführt werden können.
In Tiermodellen fanden sich Hinweise auf mögliche neuroprotektive Therapieansätze für dementielle Erkrankungen, und antiproliferative Wirkungen mit Einfluss auf Tumorentwicklung und Metastasierung.